# Fall in Love (三枝夕夏 IN dbの曲)
『Fall in Love』（フォーリン ラブ）は、三枝夕夏 IN dbの15枚目のシングル。

## 内容
- シングルとしては「いつも心に太陽を」以来の自身作詞作曲のナンバーである。
- シングルでは「I can't see, I can't feel」以来の英語表記である。

## 収録曲
1. Fall in Love
  - 作詞・作曲：三枝夕夏 / 編曲：古井弘人

三枝曰く、「シンプルで洋楽を意識して作曲した曲」ということで、メロディパターンがAメロとサビの2つしかない。ライブでは簡単な振り付けと共に披露され、定番曲にもなっている。また、シングルにはこの曲の振り付けが詳しく表記された紙が同封された。
2. Time goes by
  - 作詞：三枝夕夏 / 作曲：水野幹子 / 編曲：三好誠
3. Shocking Blue 〜rearrange version〜
  - 作詞：三枝夕夏 / 作曲：大野愛果 / 編曲：古井弘人

1stフルアルバム『三枝夕夏 IN db 1st 〜君と約束した優しいあの場所まで〜』に収録されていた曲を、GARNET CROWの古井弘人がリアレンジしたものである（原曲のアレンジは元PAMELAHの小澤正澄）。
4. Fall in Love 〜Instrumental〜

## タイアップ
Fall in Love
- テレビ東京系アニメ『格闘美神 武龍 REBIRTH』エンディングテーマ

## 収録アルバム
Fall in Love
- U-ka saegusa IN db III
- 三枝夕夏 IN d-best 〜Smile&Tears〜
- U-ka saegusa IN db Final Best